# Tepeyac Insurgentes
Tepeyac Insurgentes es una colonia ubicada en la alcaldía Gustavo A. Madero al norte de la Ciudad de México.  

## Características
Fue urbanizada entre las décadas de 1920 y 1930 en dos zonas claramente diferenciadas por su arquitectura y trazo: la zona sur (del Eje 4 Norte Euzkaro al Eje 5 Norte Montevideo) a la par de las colonias Industrial, Guadalupe Insurgentes (con las que comparte nomenclatura de calles), Guadalupe Tepeyac y Estrella; y la zona norte (del Eje 5 Norte Montevideo al Eje 6 Norte Prolongación Misterios) que dio origen a la colonia Lindavista, con la que comparte nomenclatura y trazo de calles. 
La colonia se caracteriza por ser una transición entre la zona de Lindavista con sus casas de inspiración californiana, la zona de la Industrial y sus edificaciones art déco y colonial californiano temprano, y la zona colonial de la Villa de Guadalupe.
En la colonia se encuentra el Deportivo 18 de Marzo y algunos monumentos, como "Las Palomas" sobre Insurgentes Norte, en los que es visible el abandono de gobierno local y el esfuerzo de los vecinos por evitar su deterioro

## Ubicación y accesos
La Colonia Tepeyac Insurgentes está ubicada al norte de la Ciudad de México en la Delegación Gustavo A Madero.  
Los límites de la colonia son: Al norte con el Eje 6 Norte Prolongación Misterios, al sur con el Eje 4 Norte Euzkaro, al este con Calzada de Guadalupe (del Eje 4 Norte Euzkaro a la calle de Agustín Garrido) y Calzada de los Misterios (de la calle de Garrido al Eje 6 Norte) y al oeste Insurgentes Norte.
Las principales avenidas son: Av. de los Insurgentes Norte, Ejes Viales 4 Norte Euzkaro, 5 Norte Montevideo, Calzada de los Misterios y Av. Ticomán.

## Transporte público
Cuenta con una red de transporte público hacia los principales puntos de la Ciudad de México y del Estado de México como son: el metro Estación Deportivo 18 de Marzo líneas 3 y 6; Estaciones del Metrobús Euzkaro y Deportivo 18 de marzo; transporte colectivo (peseros) hacia distintas zonas del Distrito Federal y zonas conurbadas como los Municipios de Ecatepec, Tlalnepantla, Nezahualcóyotl en el Estado de México; paso de autobuses foráneos hacia Tecámac, Tizayuca y Pachuca en el Estado de Hidalgo.